# Oeiras Challenger 2022
L'Oeiras Challenger 2022 è stato un torneo maschile di tennis professionistico. È stata la 5ª edizione del torneo, facente parte della categoria Challenger 80 nell'ambito dell'ATP Challenger Tour 2022. Si è svolta dal 28 marzo al 3 aprile 2022 sui campi in terra rossa del Complexo Desportivo do Jamor a Oeiras, in Portogallo.

## Partecipanti

### Teste di serie
| Nazionalità | Giocatore            | Ranking* | Testa di serie |
| ----------- | -------------------- | -------- | -------------- |
| Francia     | Benoît Paire         | 49       | 1              |
| Italia      | Gianluca Mager       | 99       | 2              |
| Italia      | Stefano Travaglia    | 113      | 3              |
| Brasile     | Thiago Monteiro      | 116      | 4              |
| Rep. Ceca   | Zdeněk Kolář         | 137      | 5              |
| Portogallo  | Nuno Borges          | 150      | 6              |
| Rep. Ceca   | Vít Kopřiva          | 164      | 7              |
| Italia      | Alessandro Giannessi | 174      | 8              |

* Ranking al 21 marzo 2022.

### Altri partecipanti
I seguenti giocatori hanno ricevuto una wild card per il tabellone principale:
- Pedro Araújo
- Tiago Cação
- João Domingues

Il seguente giocatore è entrato in tabellone come special exempt:
- Daniel Michalski

I seguenti giocatori sono entrati in tabellone come alternate:
- Riccardo Bonadio
- Lukáš Rosol
- Andrea Vavassori

I seguenti giocatori sono passati dalle qualificazioni:
- Alex Rybakov
- Luciano Darderi
- Matthieu Perchicot
- Lucas Gerch
- Noah Rubin
- Ergi Kırkın

Il seguente giocatore è entrato in tabellone come lucky loser:
- Francesco Forti

## Campioni

### Singolare
Gastão Elias ha sconfitto in finale  Nino Serdarušić con il punteggio di 6–3, 6–4.

### Doppio
Nuno Borges /  Francisco Cabral hanno sconfitto in finale  Sanjar Fayziev /  Markos Kalovelonis con il punteggio di 6–3, 6–0.